# John Eke
John Wicktor Eke (Högby, 12 maart 1886 – Philadelphia, 29 september 1964) was een Zweedse atleet.

## Biografie
Eke nam deel aan de Olympische Zomerspelen 1912 en won de gouden medaille met het veldloopteam, individueel won hij de bronzen medaille.

## Palmares

### 5000m
- 1912: series OS 34.55,8

### veldlopen
- 1912:  OS (individueel) - 46.37,6
- 1912:  OS (landenteams)